# Festuca elgonensis
Festuca elgonensis är en gräsart som beskrevs av Evgenii Borisovich Alexeev. Festuca elgonensis ingår i släktet svinglar, och familjen gräs. Inga underarter finns listade i Catalogue of Life.